# Pringy (Marne)
Pringy település Franciaországban, Marne megyében. Lakosainak száma 432 fő (2022. január 1.). Pringy Coole, Drouilly, Faux-Vésigneul, Maisons-en-Champagne, Songy és Soulanges községekkel határos.

## Népesség
A település népességének változása:
| Lakosok száma | 448  | 401  | 426  | 454  | 418  | 411  | 417  | 434  | 435  | 432  |
|               | 1968 | 1982 | 1990 | 2006 | 2013 | 2015 | 2017 | 2019 | 2020 | 2022 |